# نیوالا
نیوالا {{فنلاندی|Nivala) یک شهر در فنلاند است که در اوستروبوتنیای شمالی واقع شده‌است.